# Tri-varga
Tri-varga, (trivarga ou traiy-varga do sânscrito lit. "as três metas" ou "três propósitos") refere-se a: dharma (धर्म), artha (अर्थ) e kama (कर्म). Embora se assemelhe aos purusharthas, este inclui, além dos três já citados, o conceito de moksha.
Segundo uma parte da filosofia hindu, estas são as metas da vida mundana: para satisfazer kama a entidade viva deve se empenhar em artha, ou atividades realizadas para o desenvolvimento econômico ou de subsistência, tais como o trabalho em suas diferentes formas. Sem recursos materiais, auferidos por artha, a entidade viva dificilmente consegue satisfazer seus desejos de kama. Dharma pode referir-se às atividades religiosas e/ou mundanas, tais como moral e bons costumes, essenciais para realizar artha e kama de forma benéfica. Uma pessoa sem disciplina, cheia de vícios, inescrupulosa e com outras qualidades consideradas contrárias à kama, teria dificuldade para conquistar tal qualidade. Dharma também pode ser traduzido como caminho reto ou propósito e que, nesse caso, auxiliaria na realização de moksha.
Já Moksha é por alguns considerado como o que está além do tri-varga, ou seja, uma qualidade, estado ou modo de vida daqueles que já estão liberados destas atividades mundanas que prendem as demais entidades vivas. Isto seria o paramapurusha-artha, ou a atividade primordial que uma entidade desfrutando da existência mundana deve se empenhar em alcançar.

## Visão Vaishnava
Nos ensinamentos da bhakti-yoga (o principal ramo da yoga segungo o Vaishnavismo), moksha é considerada também uma meta materialista, já que desejar a própria liberação também é egoísmo, como é explicado por Krishna na Bhagavad-gita, no verso 9.2 ("raja vidya raja guhyam/ pavitram idam uttamam/ pratyaksavagamam dharmyam/ su-sukham kartum avyayam", cuja tradução é "Este conhecimento é o rei da educação, o mais secreto de todos os segredos. Este é o conhecimento mais puro e porque dá direta percepção do eu, através da realização, é a perfeição da religião. É eterno e executa-se alegremente."). Portanto, bhakti seria a verdadeira meta da vida, pois está além de qualquer desejo egoísta. Para quem pratica o serviço devocional, a liberação seria insignificante, pois o próprio serviço devocional já começaria do estágio liberado. A principal forma de se praticar bhakti-yoga no Vaishnavismo seria cantando os Santos Nomes de Deus, em especial o que é denominado nessa tradição como maha-mantra.